# Nemacaulis denudata
Nemacaulis denudata Nutt. – gatunek rośliny z monotypowego rodzaju Nemacaulis w obrębie rodziny rdestowatych (Polygonaceae Juss.). Występuje naturalnie w południowo-zachodnich Stanach Zjednoczonych (w Kalifornii i Arizonie) oraz północno-zachodnim Meksyku (Kalifornia Dolna). 

## Morfologia
PokrójRoślina jednoroczna dorastająca do 4–25 cm wysokości. Pędy są pnące, wełniste.
LiścieNajczęściej są odziomkowe, zebrane w rozetę. Ich blaszka liściowa jest niemal siedząca i ma kształt od równowąskiego do łyżeczkowatego. Mierzy 10–80 mm długości oraz 1–15 mm szerokości, jest całobrzega, o tępym wierzchołku.
KwiatyPromieniste, obupłciowe, zebrane w rozpierzchłe wierzchotki o długości 3–30 cm, rozwijają się na szczytach pędów. Mają 6 listków okwiatu zrośniętych u podstawy tworząc okwiat o kształcie od dzwonkowatego do dzbankowatego, pojedyncze listki mierzą 1–2 mm długości, mają barwę od białej do różowej. Pręciki są 3, wolne.
OwoceTrójboczne niełupki osiągające 1 mm długości.

## Biologia i ekologia
Rośnie w zaroślach, na łąkach, murawach oraz na terenach skalistych. Występuje na wysokości do 500 m n.p.m. Kwitnie od stycznia do sierpnia. 

## Ochrona
Nemacaulis denudata w Arizonie posiada status gatunku zagrożonego.